# کاترین واترستون
کاترین واترستون (انگلیسی: Katherine Waterston؛ زادهٔ ۳ مارس ۱۹۸۰) یک هنرپیشه اهل ایالات متحده آمریکا است. وی از سال ۲۰۰۴ میلادی تاکنون مشغول فعالیت بوده‌است.

## فیلم‌شناسی
- جانوران شگفت‌انگیز: اسرار دامبلدور (۲۰۲۲)
- دنیای پیش رو (۲۰۲۰)
- آموندسن (۲۰۱۹)
- جنگ جریان (۲۰۱۹)
- جانوران شگفت‌انگیز: جنایات گریندل‌والد (۲۰۱۸)
- نیمه دهه ۹۰ (۲۰۱۸)
- حالتی مشابه خواب (۲۰۱۸)
- بیگانه: کاوننت (۲۰۱۷)
- لوگان خوش‌شانس (۲۰۱۷)
- جانوران شگفت‌انگیز و زیستگاه آن‌ها (۲۰۱۶)
- ملکه زمین (۲۰۱۵)
- استیو جابز (۲۰۱۵)
- خباثت ذاتی (۲۰۱۴)
- حرکات شبانه (۲۰۱۳)
- نامه (۲۰۱۲)
- ربات و فرانک (۲۰۱۲)
- فلین بودن (۲۰۱۲)
- کارخانه (۲۰۱۲)
- حرف (۲۰۱۲)
- به دست آوردن وودستاک (۲۰۰۹)
- مایکل کلیتون (۲۰۰۷)